# Liste der Straßennamen von Weikersheim

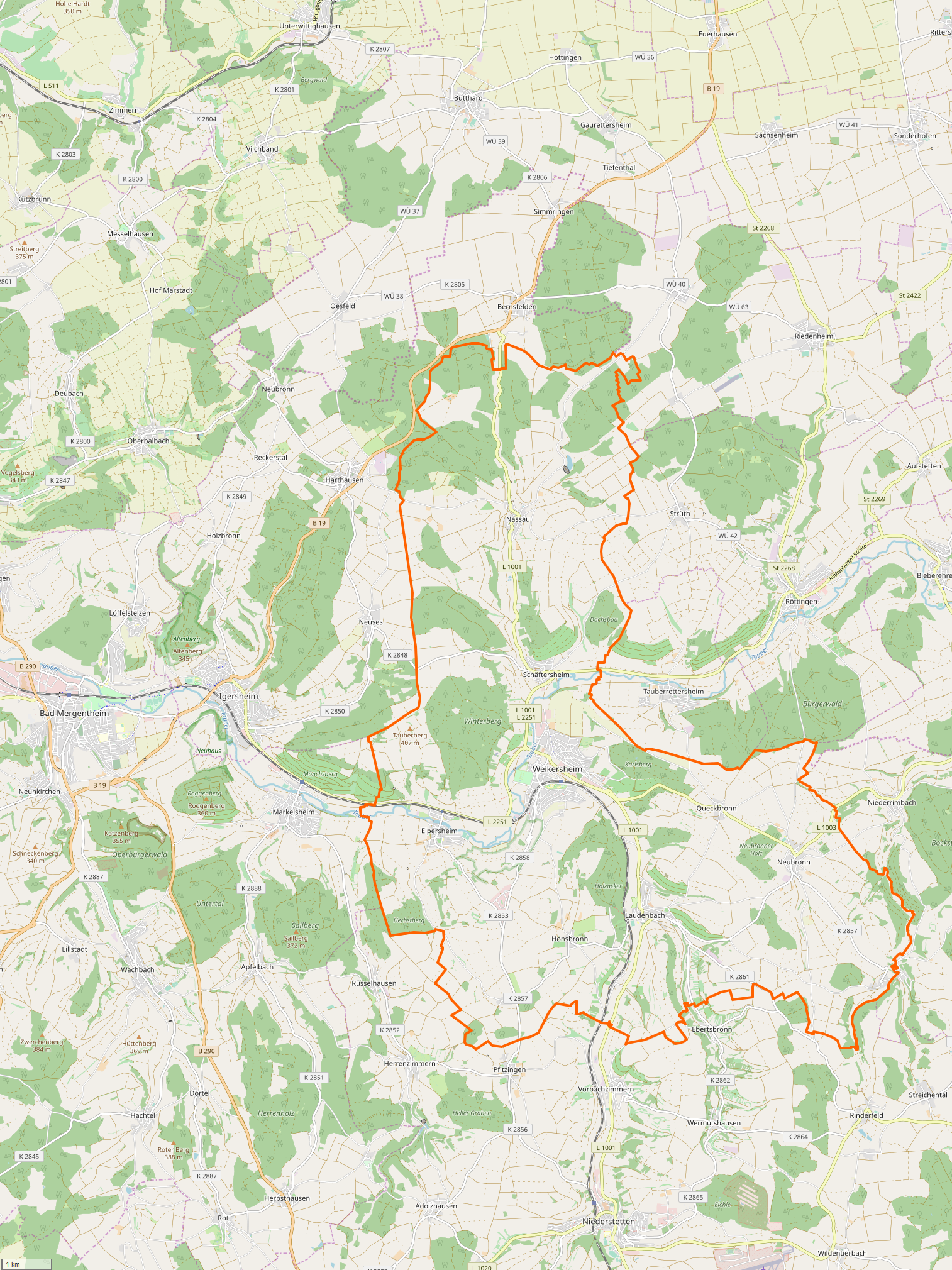
Gemarkung und Lage der Stadt Weikersheim

Wappen der Stadt Weikersheim

Diese Liste der Straßennamen von Weikersheim zeigt die Namen der aktuellen und historischen Straßen, Gassen, Wege und Plätze der Stadt Weikersheim und deren Stadtteile (Elpersheim, Haagen, Honsbronn, Laudenbach, Nassau, Neubronn, Queckbronn und Schäftersheim) sowie deren Namensherkunft, Namensgeber oder Bedeutung, sofern bekannt. Im Zuge der Gebietsreform in Baden-Württemberg wurden zahlreiche Straßen umbenannt, da diese ansonsten doppelt vorgekommen wären. Im Stadtteil Neubronn gibt es erst seit 2015 Straßennamen.
Der Artikel ist Teil der übergeordneten Liste der Straßennamen im Main-Tauber-Kreis. Die Liste erhebt keinen Anspruch auf Vollständigkeit.
| Historische Straßennamen – Rad- und Wanderwege – Einzelnachweise – Weblinks |

## A
- Ahornweg

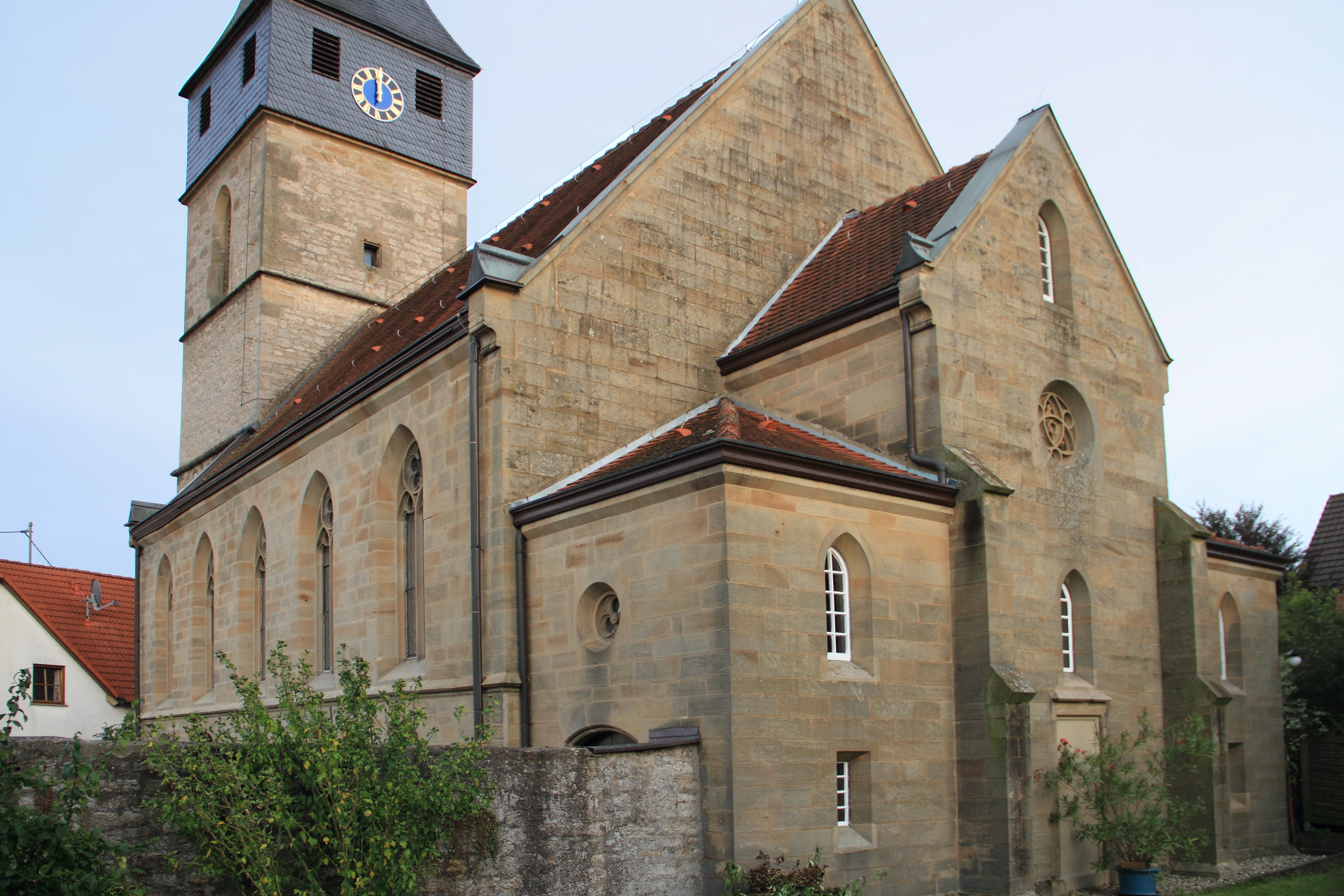
Evangelische Kirche Elpersheim,
Am Rathaus 3

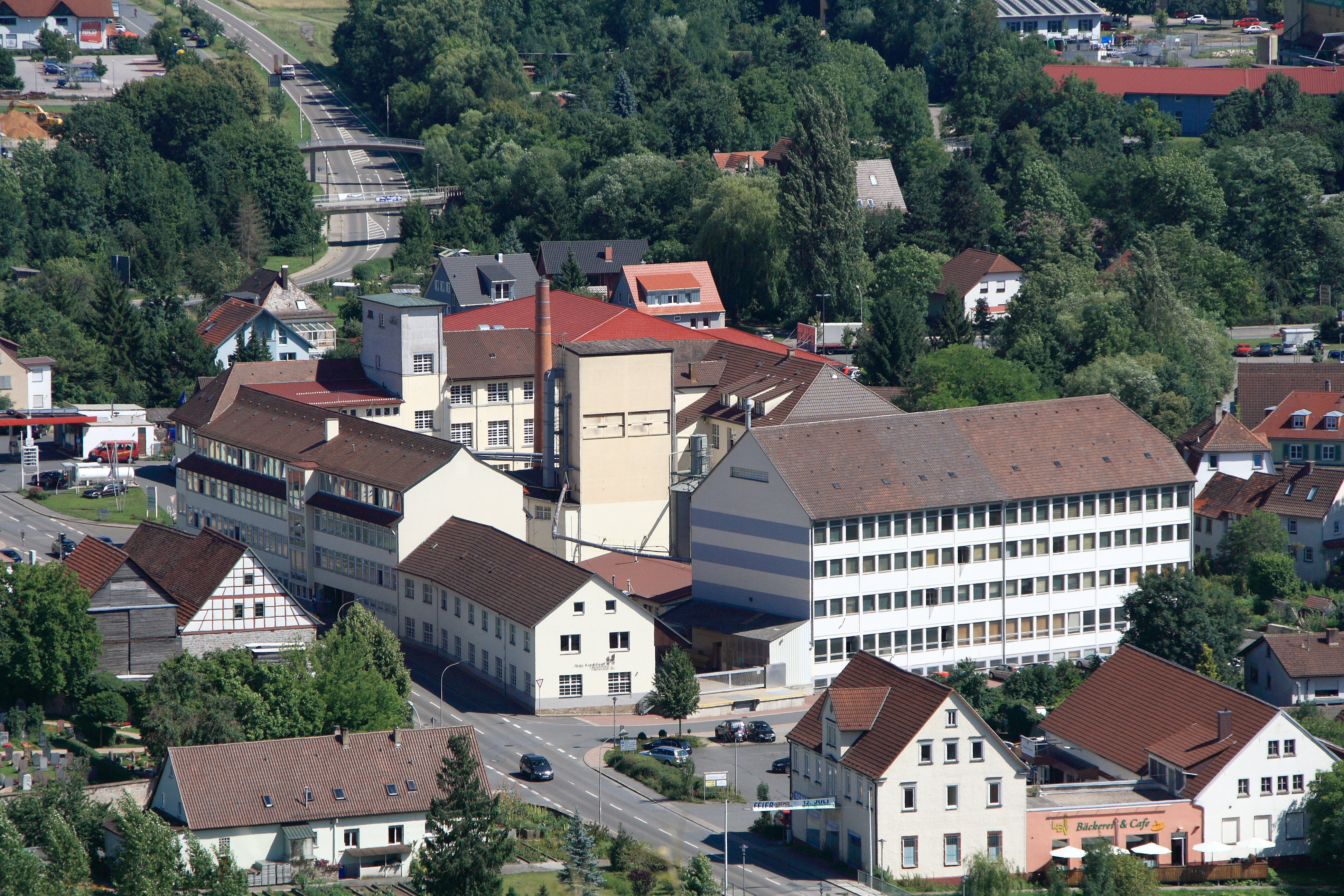
Die Firma Aug. Laukhuff,
August-Laukhuff-Straße 1

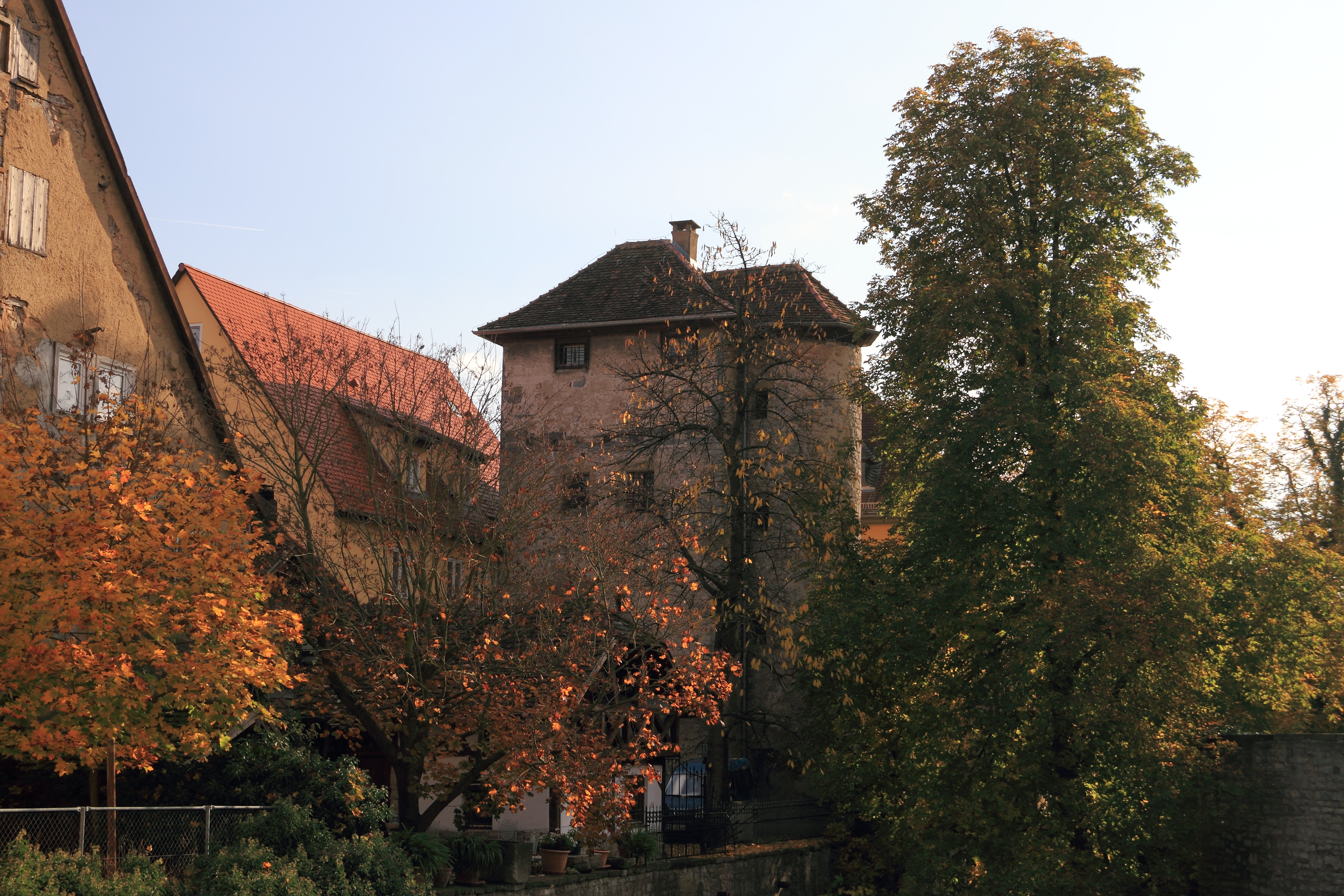
Die „Blaue Kappe“, das ehemalige Zentgefängnis, Am Graben

- Akkermanstraße – im Stadtteil Elpersheim
- Albert-Einstein-Straße – benannt nach dem Physiker Albert Einstein
- Alemannenweg
- Alte Steige
- Alte Taubertalstraße – im Stadtteil Elpersheim
- Am Burbach – im Stadtteil Nassau
- Am Dorfgraben – im Stadtteil Neubronn
- Am Fuchsbrunnen – die inzwischen nahezu versiegte Quelle des Fuchsbrunnen im Hang des Winterbergs versorgte die Brunnen im Schlossgarten mit Wasser
- Am Gänsturm – im mittelalterlichen Stadttor des Gänsturms ist inzwischen das Weikersheimer Stadtmuseum untergebracht
- Am Ghäuberg – im Stadtteil Laudenbach
- Am Graben – vor 1909 „Das blaue Kappengässle“, nach dem ehemaligen Zentgefängnis „Blaue Kappe“
- Am Hohlach – im Stadtteil Schäftersheim
- Am Kappelberg
- Am Klosterberg – im Stadtteil Schäftersheim
- Am Markt – im Stadtteil Laudenbach, bis zur Gebietsreform in Baden-Württemberg Marktplatz
- Am Rathaus – im Stadtteil Elpersheim
- Am Schmecker
- Am Tauberberg – im Stadtteil Elpersheim
- Amselweg
- An der Romantischen Straße – im Stadtteil Schäftersheim, an der Romantischen Straße
- An der Stadtmauer – vorher ein Abschnitt der Kanalstraße
- An der Tauber – im Stadtteil Elpersheim, an der Tauber
- Aubweg
- August-Laukhuff-Straße – benannt nach einem Unternehmer aus Weikersheim, siehe auch die Firma Aug. Laukhuff
- Austraße – im Stadtteil Laudenbach, bis zur Gebietsreform in Baden-Württemberg Hohenlohestraße

## B

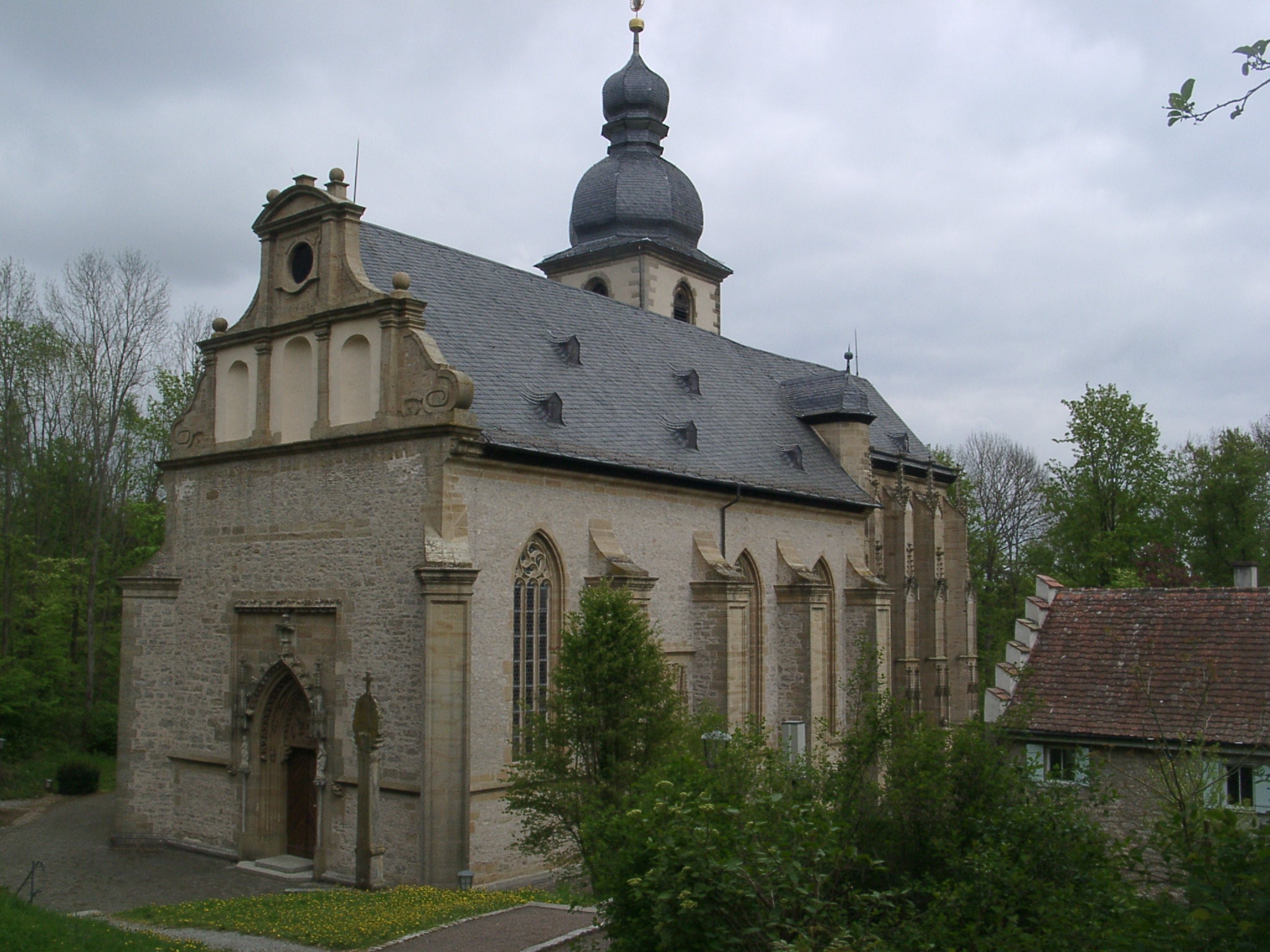
Die Bergkirche bei Laudenbach, Bergkirche 1

- Bachgasse – im Stadtteil Schäftersheim
- Bachstraße – im Stadtteil Laudenbach, bis zur Gebietsreform in Baden-Württemberg Hauptstraße
- Badstraße
- Bahnhof – im Stadtteil Laudenbach
- Bahnhofstraße
- Bahnstraße – im Stadtteil Laudenbach, bis zur Gebietsreform in Baden-Württemberg Bahnhofstraße
- Bauernholzweg
- Bergkirche – an der Bergkirche Laudenbach
- Bernsfelder Straße – im Stadtteil Nassau, in Richtung des Igersheimer Ortsteils Bernsfelden
- Bismarckstraße – benannt nach Otto von Bismarck
- Blumenstraße – im Stadtteil Elpersheim
- Bocksweg – im Stadtteil Neubronn
- Breslaustraße
- Bronn – im gleichnamigen Wohnplatz Bronn auf der Gemarkung des Stadtteils Honsbronn
- Brühlweg – im Stadtteil Schäftersheim
- Brunnengasse – im Stadtteil Laudenbach
- Brunnenweg – im Stadtteil Elpersheim
- Buchenweg

## D
- Dahlienweg – im Stadtteil Elpersheim
- Danzigstraße
- Degelbronner Weg – im Stadtteil Neubronn
- Deutschordenstraße – im Stadtteil Elpersheim, benannt nach dem Deutschen Orden
- Dorfstraße – im Stadtteil Neubronn
- Drosselweg
- Dunaföldvarer Allee – benannt nach der Stadt Dunaföldvár in Ungarn, zu der die Stadt Weikersheim partnerschaftliche Beziehungen unterhält
- Dürrbachweg – im Stadtteil Elpersheim, benannt nach der Lage am Dürrbach

## E
- Eichendorffstraße
- Eisgrubenweg
- Eisvogelweg

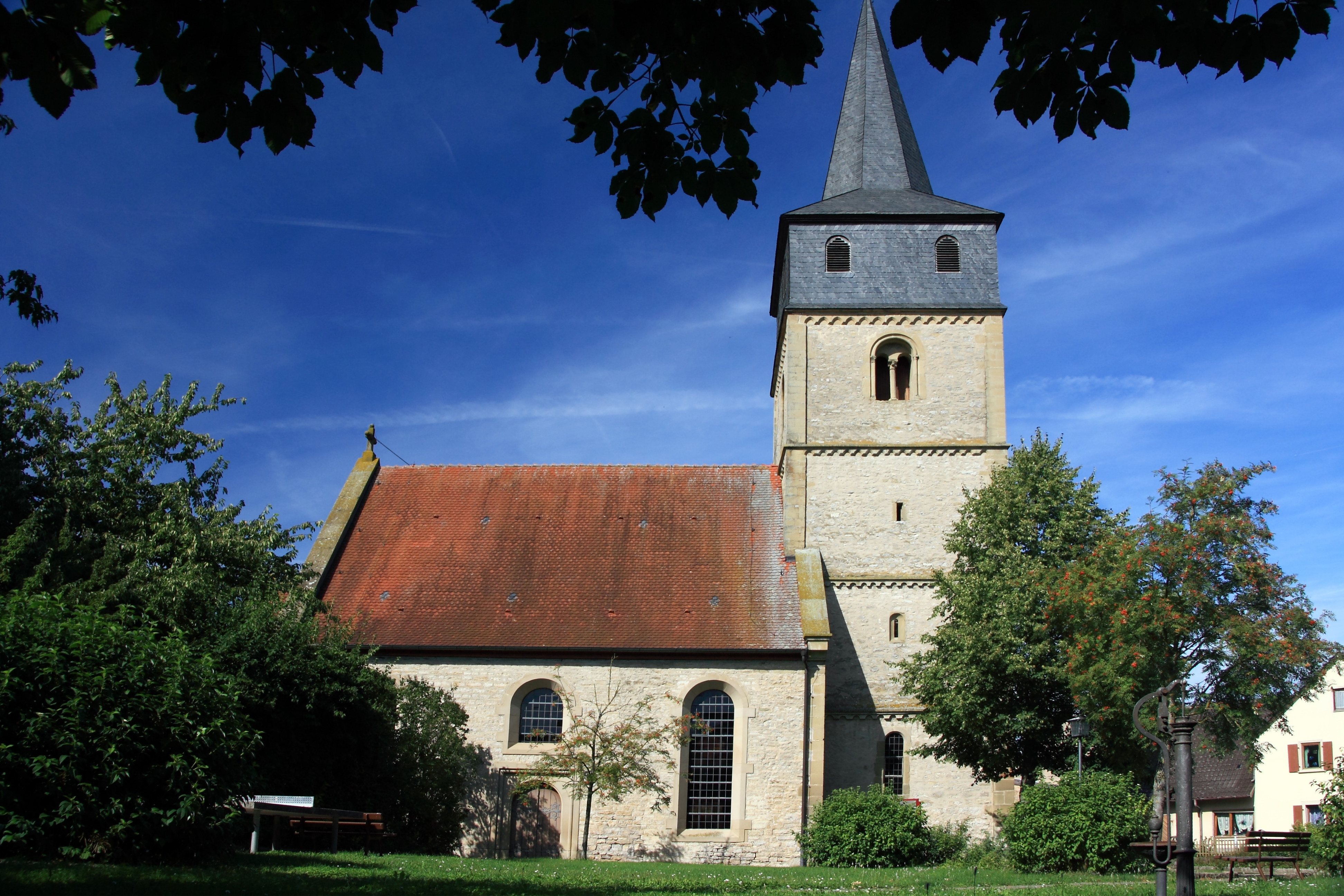
Kirche in Nassau, Eulenstraße 12

- Enges Gässle – im Stadtteil Laudenbach
- Erasmus-Widmann-Straße – benannt nach Erasmus Widmann
- Erbsengasse – im Stadtteil Laudenbach
- Eselsweg  – im Stadtteil Neubronn
- Eulenstraße – im Stadtteil Nassau

## F
- Falkenweg
- Fasanenweg
- Feldertor – im Stadtteil Schäftersheim
- Finkenweg
- Flur – im Stadtteil Elpersheim
- Forchenweg
- Frankenstraße – benannt nach der Region Franken
- Friedenstraße
- Friedhofsweg
- Friedrich-Wolfarth-Straße – im Stadtteil Neubronn; benannt nach einem Unternehmer in Neubronn
- Friedrichstraße – vor 1909 „Laudenbacher Straße“
- Frühlingstraße
- Furchgasse – im Stadtteil Laudenbach
- Fürst-Gottfried-Straße

## G
- Gartenstraße
- Goethestraße – benannt nach Johann Wolfgang von Goethe
- Grabenweg – im Stadtteil Schäftersheim. Der historische Ortsrand wird durch den sogenannten Grabenweg erkennbar. Der Grabenweg zeichnet den 1833 noch eingezeichneten Dorfgraben auf der Nordseite des Altortes nach. Südlich des Grabenweges fallen die als Gärten genutzten Grundstücke steil zur Bebauung der Würzburger Straße ab.[2]

## H

Unteres Tor, sog. Gänsturm,
Hauptstraße 41

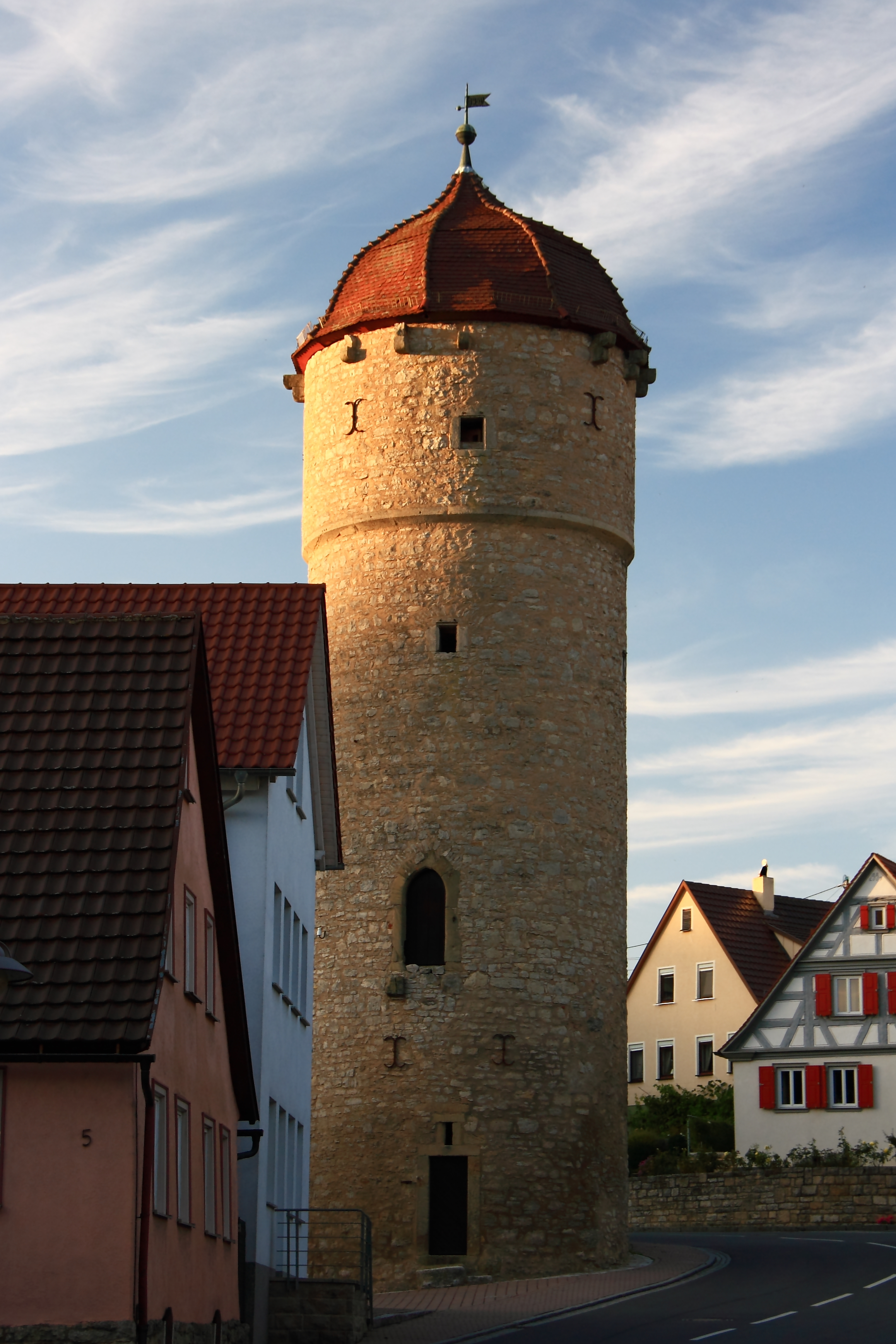
Herkelsturm, Herrgottstraße 11

- Haagen – im Stadtteil Haagen gibt es keine Straßennamen
- Hadergasse – im Stadtteil Schäftersheim. Die Hadergasse mit ihrer gemischten Bebauung führt von der Nikolauskirche als Stichstraße zur Bachgasse.[2]
- Haldenweg – im Stadtteil Laudenbach
- Hammelsklingenweg
- Harthäuser Straße – im Stadtteil Nassau, in Richtung des Igersheimer Ortsteils Harthausen
- Hartriegel
- Hartweg
- Hauptstraße – bis 1909 war „Die obere Torstraße“ eine eigenständige Straßenbezeichnung im südl. Bereich der heutigen Hauptstraße. Der Name erinnerte an ein nicht mehr bestehendes Stadttor.
- Heerweg – im Stadtteil Elpersheim
- Heiliges Wöhr
- Heinrich-Zapp-Straße – im Stadtteil Laudenbach. Benannt nach dem Besitzer eines Textilunternehmens, das im Ghäuberg, dem Bereich des späteren Baugebiets, seinen Standort hatte.
- Heinz-Sausele-Weg – benannt nach Heinz Sausele
- Herrengasse – im Stadtteil Schäftersheim
- Herrgottstraße – im Stadtteil Laudenbach, bis zur Gebietsreform in Baden-Württemberg Herrgottsgasse
- Hintere Furchgasse – im Stadtteil Laudenbach
- Hirtenstraße
- Hof Aischland – im gleichnamigen Wohnplatz Aischland
- Hofackerstraße – im Stadtteil Nassau
- Hofstelze – im Stadtteil Schäftersheim
- Hohenloher Straße – benannt nach der Region Hohenlohe. Vor 1909 „Im schwarzen Törle“.
- Höhenweg
- Hölderlinstraße
- Holzackerweg
- Honsbronn – im Stadtteil Honsbronn gibt es keine Straßennamen
- Humboldtstraße – benannt nach Alexander von Humboldt
- Hüttenweg

## I
- Im Egelsee
- Im Löhle
- Industriestraße

## J
- Johannes-Kepler-Allee – benannt nach Johannes Kepler

## K
- K 2848 – in Neubronn und Schäftersheim
- K 2853 – in Elpersheim
- K 2857 – in Honsbronn, Laudenbach und Neubronn
- K 2858 – in Weikersheim
- K 2860 – in Neubronn
- K 2861 – in Laudenbach
- K 2862 – in Laudenbach

- Kanalstraße

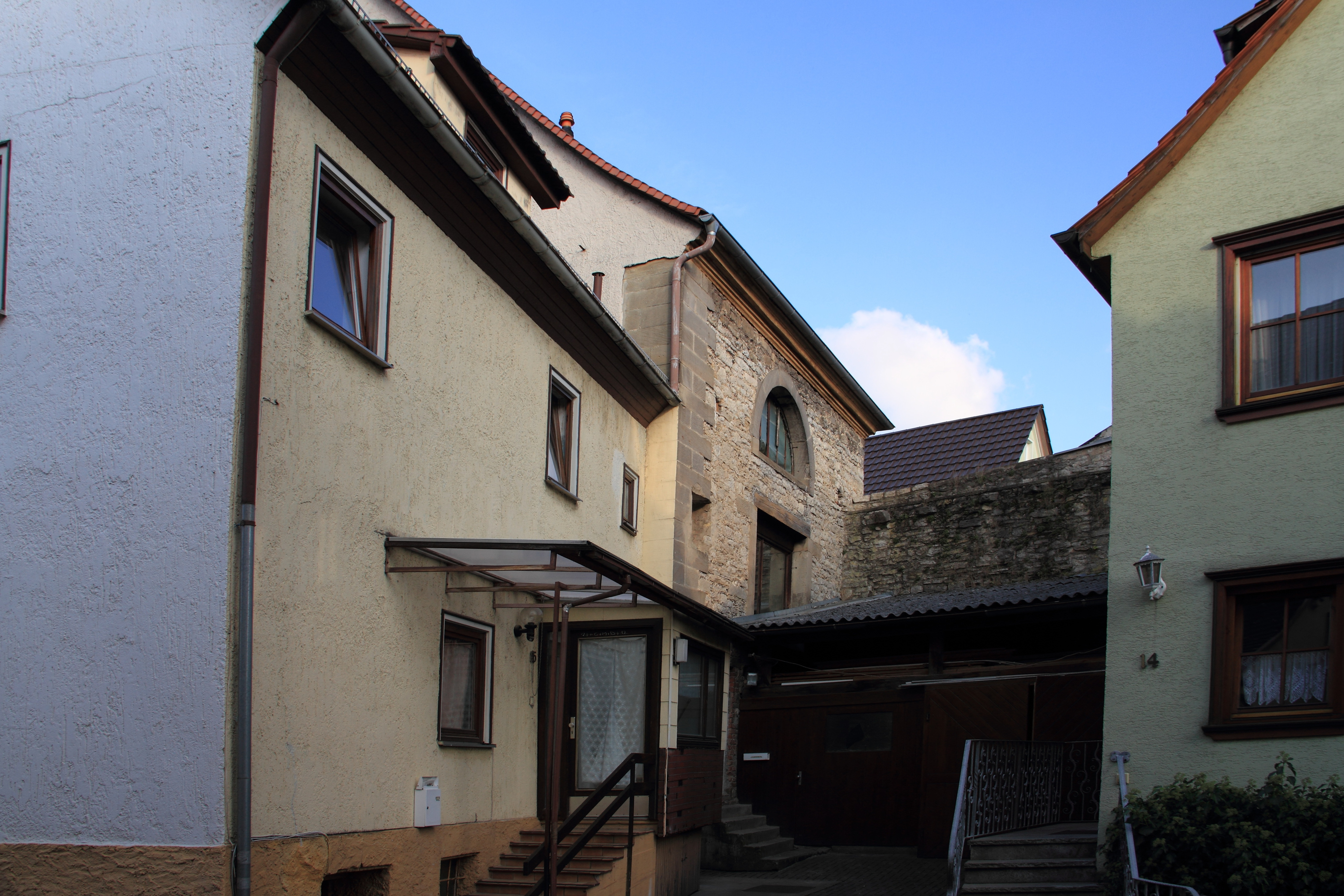
Die ehemalige Synagoge in der Wilhelmstraße 16 dient heute als Schreinerwerkstatt

- Kapellenweg – im Stadtteil Neubronn
- Karl-Ludwig-Straße – benannt nach Graf Ludwig von Hohenlohe-Weikersheim
- Karlstraße
- Katharinenstraße – vor 1909 „Oberes Gässchen“
- Kelterstraße – bis zur Gebietsreform in Baden-Württemberg Marienstraße
- Kemetenstraße – im Stadtteil Laudenbach
- Kesselgasse – im Stadtteil Schäftersheim
- Kirchäcker – im Stadtteil Schäftersheim
- Kirchberg – im Stadtteil Laudenbach
- Kirchgasse – im Stadtteil Laudenbach
- Kirchgässle – im Stadtteil Elpersheim
- Kirchstraße – vor 1909 „Hintere Kirchgasse“
- Kleiststraße
- Klingenstraße – im Stadtteil Nassau
- Klosterbergweg – im Stadtteil Schäftersheim
- Klosterhof – im Stadtteil Schäftersheim
- Klosterstraße – im Stadtteil Schäftersheim. Die Klosterstraße ist Teil der alten Hauptverbindung Creglingen-Weikersheim. Im nördlichen Abschnitt herrschen giebelständige Häuser vor. Der südliche, früher kaum bebaute Abschnitt führt weiter durch die ehemaligen Klosterscheuer, die damit als bis heute als unteres Tor fungiert.[2]
- Königsbergstraße
- Kreuzstraße – im Gewerbegebiet Tauberhöhe
- Kreuzweg
- Kronenstraße – vor 1909 „Die untere Judenschulgasse“. Die Straße führte zur Synagoge Weikersheim in der heutigen Wilhelmstraße 16.

## L
- L 1001 – in Weikersheim und in Schäftersheim
- L 1003 – in Neubronn
- L 2251 – in Elpersheim

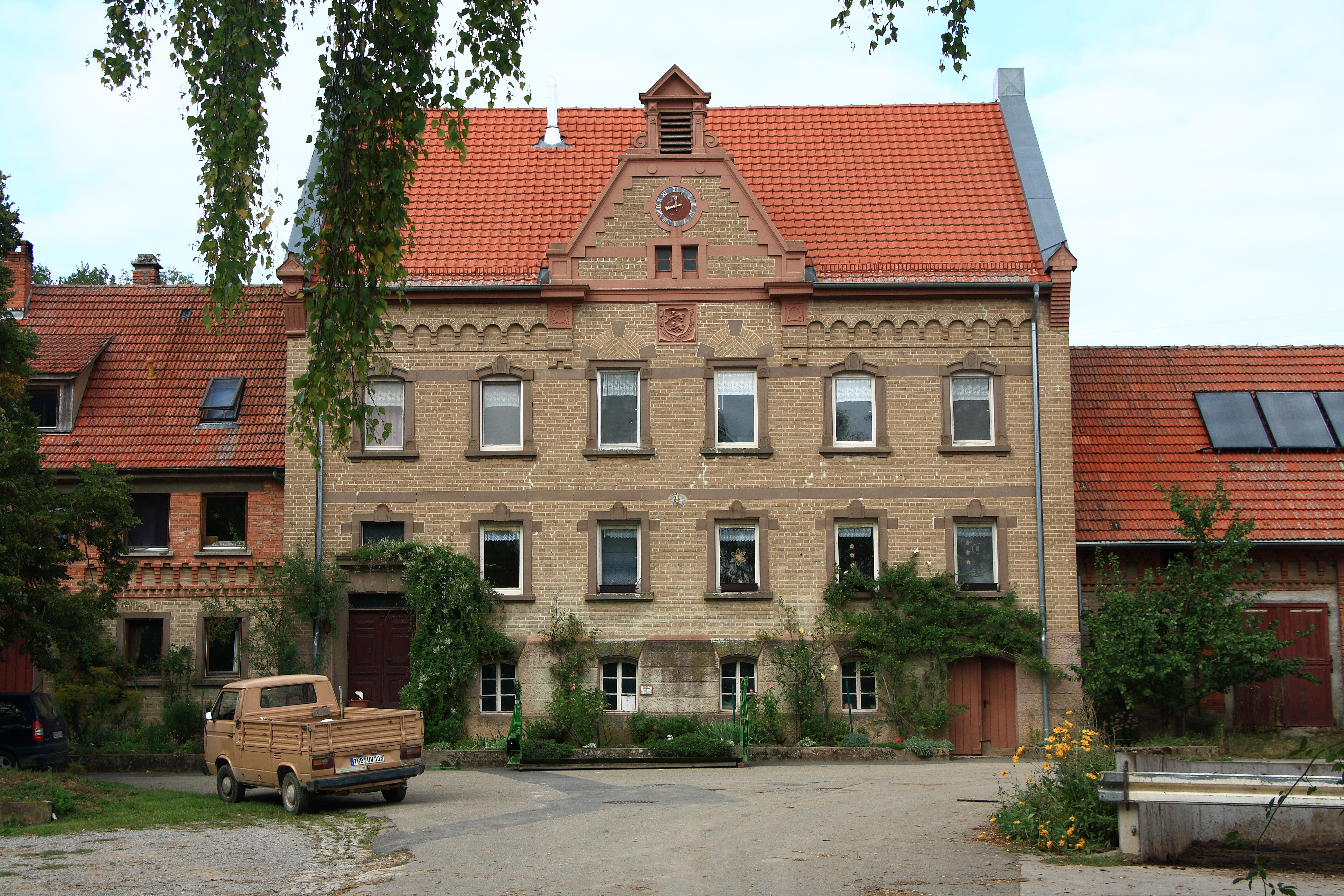
Das Hofgut Louisgarde,
Louisgarde 1

- Lange Straße – im Stadtteil Nassau
- Laudenbacher Straße – in Weikersheim in Richtung des Stadtteils Laudenbach
- Leinforstweg – zum Stadtteil Nassau – oberhalb des Nassaus
- Leitenweg – im Stadtteil Nassau
- Lerchenweg
- Lessingstraße – bis zur Gebietsreform in Baden-Württemberg Mörikestraße
- Lichtenhöfe – zum Stadtteil Nassau gehörender Aussiedlerhof
- Lilienweg – im Stadtteil Elpersheim
- Lindenstraße
- Lindenweg – im Stadtteil Neubronn
- Louisgarde – die ehemalige hohenlohische Domäne Louisgarde ist seit 1932 im Privatbesitz und gehört zum Stadtteil Nassau
- Lutzenklinge

## M
- Margeritenweg – im Stadtteil Elpersheim
- Marienstraße – im Stadtteil Laudenbach
- Marktplatz
- Marktplatzgäßle – im Stadtteil Laudenbach
- Maurerstraße – im Stadtteil Nassau
- Max-Planck-Ring – benannt nach Max Planck
- Meisenweg
- Merkurweg
- Mittelstraße – im Stadtteil Nassau
- Mittelweg – im Stadtteil Laudenbach
- Mohlachstraße
- Molkereistraße – im Stadtteil Elpersheim
- Mönchsgarten – im Stadtteil Schäftersheim
- Mörikestraße – im Stadtteil Laudenbach, benannt nach Eduard Mörike
- Mozartstraße – benannt nach Wolfgang Amadeus Mozart
- Mühläcker – im Stadtteil Elpersheim
- Mühlenweg – im Stadtteil Laudenbach
- Mühlgärten
- Mühlgasse – im Stadtteil Elpersheim
- Mühlstraße

## N
- Narzissenweg – im Stadtteil Elpersheim
- Nelkenweg – im Stadtteil Elpersheim
- Neubronner Straße – im Stadtteil Laudenbach, in Richtung des Stadtteils Neubronn
- Neuer-Bau-Gasse
- Neuseser Straße – im Stadtteil Schäftersheim, in Richtung des Igersheimer Ortsteils Neuses. Die Neuseser Straße zweigt heute von der Würzburger Straße zur Nassauer-Bach-Brücke ab, stellt jedoch die historische Verkehrsführung dar, da die Würzburger Straße im weiteren Verlauf bis zur Scheumühle erst nach 1833 angelegt wurde.[2]
- Niederstetter Straße – im Stadtteil Laudenbach, in Richtung Niederstetten

## O
- Obere Gasse – im Stadtteil Elpersheim
- Oberes Tor – im Stadtteil Elpersheim
- Oberndorf – zum Stadtteil Neubronn gehörender Wohnplatz Oberndorf ohne Straßennamen
- Oberndorfer Weg – im Stadtteil Neubronn in Richtung des Wohnplatzes Oberndorf
- Ostlandweg – im Stadtteil Schäftersheim

## P

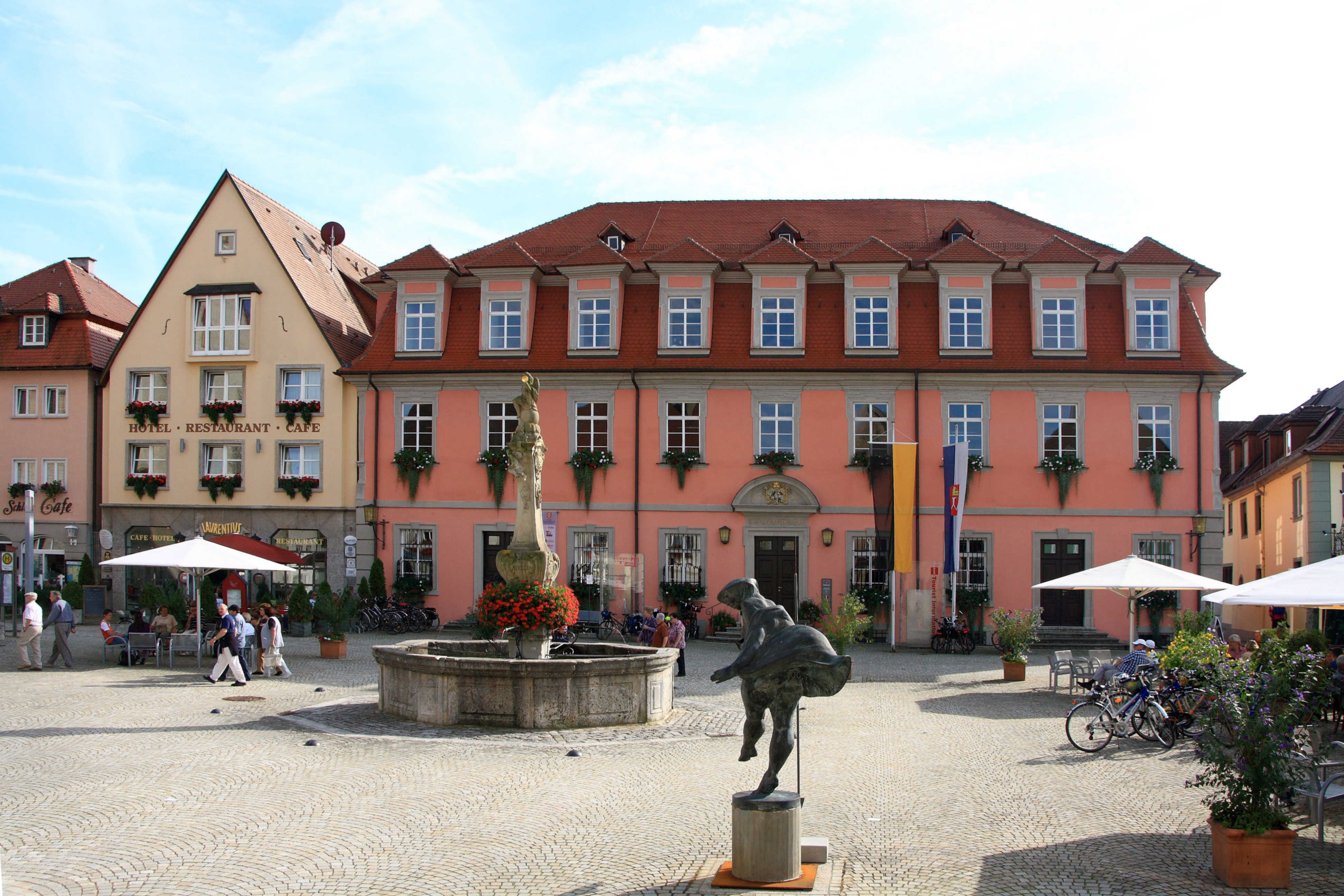
Das Rathaus war früher Evangelisches Dekanatsgebäude

- Pfarrgasse – vor 1909 „Bei dem Pfarrhaus“. Die Gasse führt hinter das heutige Rathaus, das bis in die 1960er Jahre u. a. als Evangelisches Dekanat diente.
- Pfitzinger Straße – von Weikersheim in Richtung Pfitzingen, einem Stadtteil von Niederstetten
- Pionierbrücke
- Pirolweg
- Planetenweg
- Postgasse – im Stadtteil Neubronn

## Q
- Queckbronn – im Stadtteil Queckbronn gibt es keine Straßennamen

## R

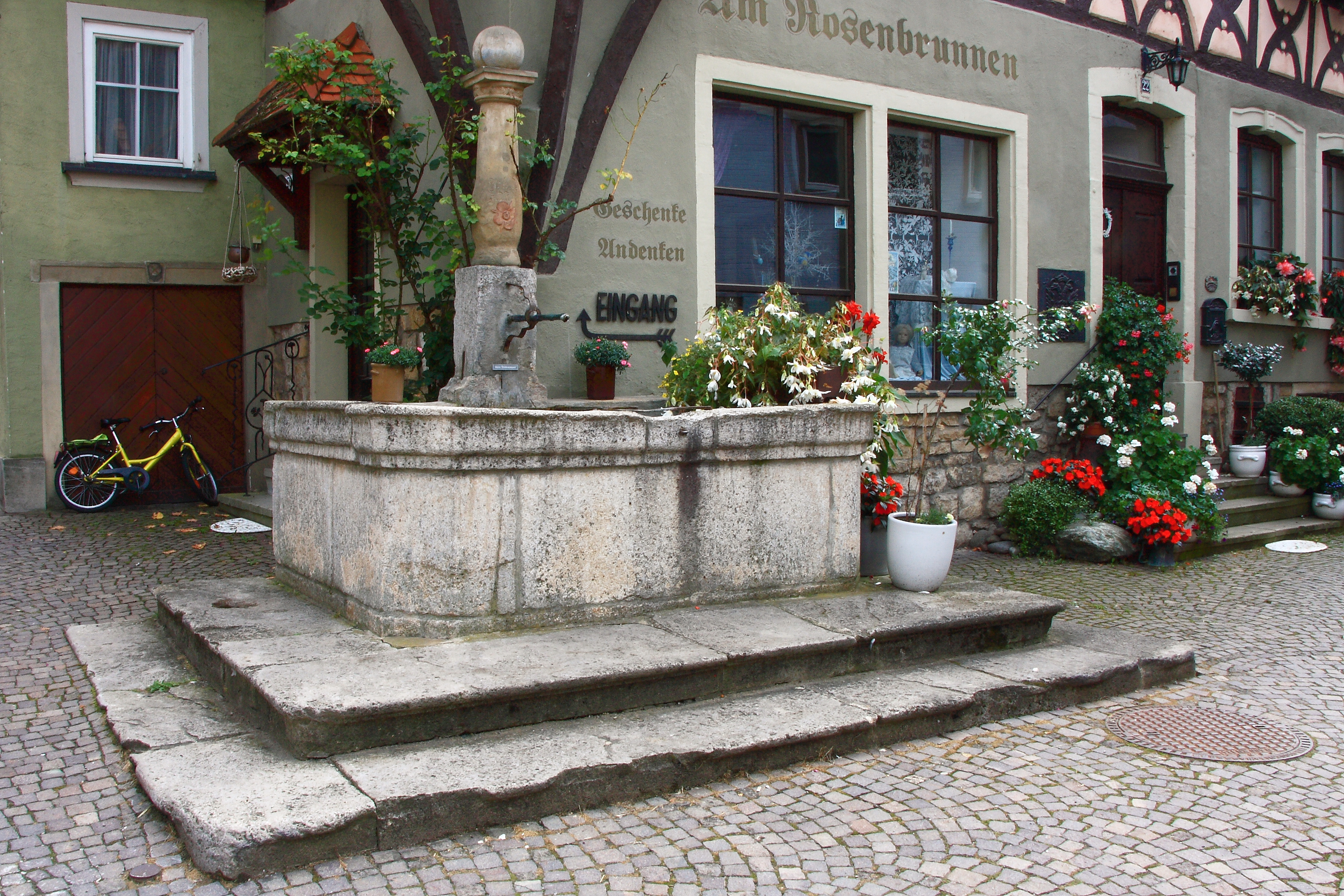
Der Rosenbrunnen gab der früheren „Rosenbrunnengasse“ seinen Namen

- Ränklestraße – im Stadtteil Nassau
- Riedweg
- Rinnengasse – im Stadtteil Schäftersheim. Die dicht bebaute Rinnengasse ist eine Stichstraße zur Bachgasse hin.[2]
- Rödlesweg – im Stadtteil Neubronn
- Rohmbergweg – im Stadtteil Nassau
- Rosenstraße – vor 1909 „Rosenbrunnengasse“
- Rosenweg – im Stadtteil Laudenbach
- Röttinger Straße – im Stadtteil Neubronn, in Richtung Röttingen im unterfränkischen Landkreis Würzburg
- Ruderisweg

## S
- Saufang
- Schadenbergstraße – im Stadtteil Laudenbach
- Schäftersheimer Straße – in Weikersheim in Richtung des Stadtteils Schäftersheim
- Schaftrieb
- Schillerstraße – benannt nach Friedrich Schiller
- Schlößle – im Stadtteil Laudenbach, beim Schloss Laudenbach, bis zur Gebietsreform in Baden-Württemberg Schloß
- Schloßgarten – im Stadtteil Laudenbach
- Schloßplatz
- Schmiedsbuck – im Stadtteil Nassau
- Schulstraße – vor 1909 geteilt in „Spitalweg“ nach dem ehem. Spital (heute Schulstraße 7) und dem „Weg in den Stadelhof“ im östl. Bereich nach dem sog. Stadelhof, einem der ältesten Bereiche der Altstadt
- Schulweg – im Stadtteil Schäftersheim
- Schustergasse – im Stadtteil Elpersheim
- Schwalbenweg
- Seebuckweg – im Stadtteil Nassau
- Seewiesen – im Stadtteil Laudenbach
- Silcherstraße
- Sonnenhalde – im Stadtteil Laudenbach
- Sonnenhang – im Stadtteil Neubronn
- Sonnenstraße
- Spechtweg
- Sperberweg
- Sperlingsweg
- Spießlestraße – im Stadtteil Nassau
- Spitalgasse – im Stadtteil Elpersheim
- Stalldorfer Straße – im Stadtteil Nassau, in Richtung Stalldorf im unterfränkischen Landkreis Würzburg
- Starenweg
- Stegwiesen – im Stadtteil Elpersheim
- Steinäckerstraße – im Stadtteil Laudenbach
- Steinriegel – benannt nach der für die Region typischen Steinriegellandschaft, siehe auch das Naturschutzgebiet Steinriegellandschaft zwischen Weikersheim und Elpersheim
- Stettinstraße
- Sudetenstraße – nach der Vertreibung der Deutschen aus der Tschechoslowakei ließen sich zahlreiche sudetendeutsche Familien in der Region nieder

## T
- Talstraße
- Tannenviertelweg

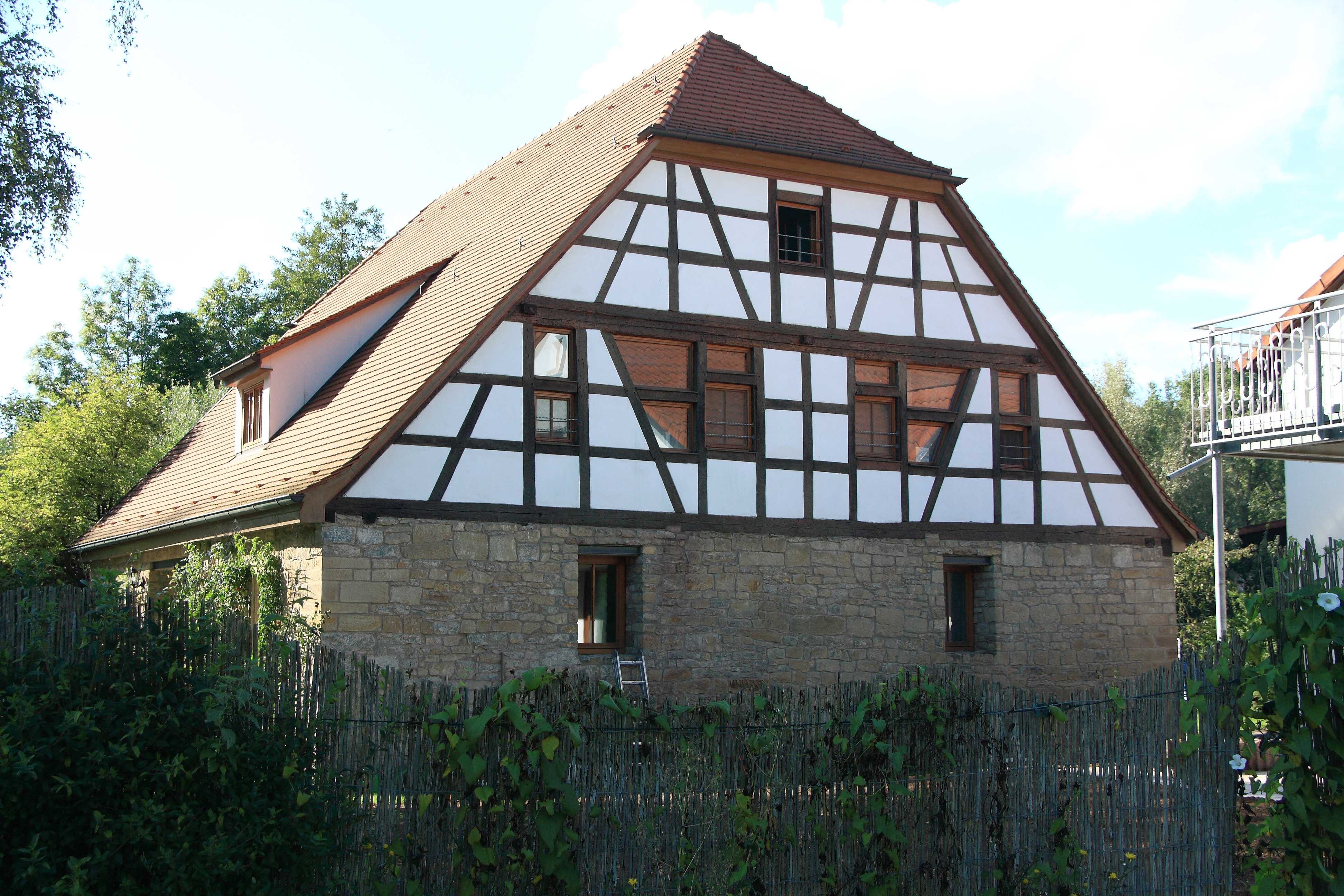
Ehemalige Taubermühle, Taubermühlenweg 1

- Taubenhaus – im Stadtteil Schäftersheim
- Tauberhöhe – im gleichnamigen Gewerbegebiet Tauberhöhe
- Taubermühle
- Taubermühlenweg
- Tempelgasse – im Stadtteil Elpersheim
- Teufelstal
- Tilsitstraße
- Tulpenweg
- Turmstraße – im Stadtteil Neubronn

## U
- Uferweg
- Uhlandstraße
- Untere Gasse – im Stadtteil Elpersheim
- Untere Kirchgasse
- Untere Mühle – im Stadtteil Elpersheim

## V
- Vogelsteige – im Stadtteil Schäftersheim
- Von-Hatzfeld-Straße – im Stadtteil Laudenbach
- Vorbachweg – benannt nach dem Vorbach, einem 24,6 km langen Bach, der bei Schrozberg im nordwestlichen Landkreis Schwäbisch Hall entsteht und nach überwiegend nördlichem Lauf bei Weikersheim von links in die mittlere Tauber mündet
- Vorstadtstraße – im Stadtteil Nassau

## W

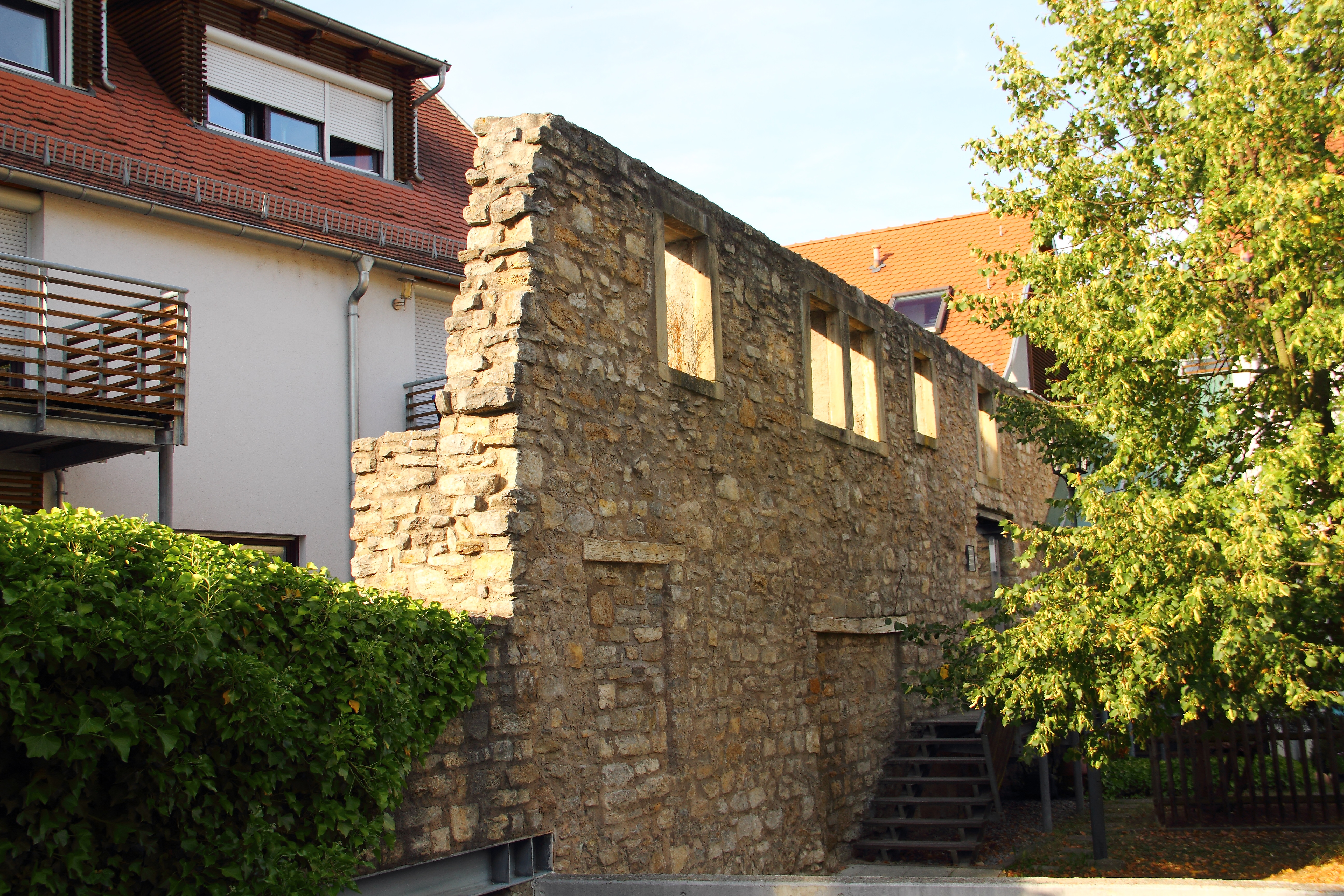
Ein Teil der Sachgesamtheit Weikersheimer Stadtbefestigung, Wilhelmstraße

- Wallgraben – im Stadtteil Elpersheim
- Weg zur Schwabenmühle – im Stadtteil Laudenbach
- Weikersheimer Straße – im Stadtteil Laudenbach, in Richtung Weikersheim
- Weingartensteige – im Stadtteil Neubronn
- Weingasse
- Wiesenweg
- Wilhelm-Röntgen-Straße – benannt nach Wilhelm Conrad Röntgen
- Wilhelmstraße – vor 1909 „Die obere Judenschulgasse“. Die Straße führte zur Synagoge Weikersheim in der heutigen Wilhelmstraße 16.
- Wolfgangstraße – vor 1909 „Die obere Kirchgasse“, da neben der Stadtkirche gelegen
- Würzburger Straße – im Stadtteil Schäftersheim, durch den Ort und dann in Richtung Würzburg. Der östliche Abschnitt der Würzburger Straße stellt den zentralen Ortsbereich von Schäftersheim dar, wobei hier v. a. giebelständige Häuser das Straßenbild prägen.[2]

## Z
- Zehnthof – im Stadtteil Laudenbach
- Zeisigweg

## Historische Straßennamen
B
- Bahnhofstraße – im Stadtteil Laudenbach bis zur Gebietsreform in Baden-Württemberg; Heute: Bahnstraße.
- Bei dem Pfarrhaus – bis 1909; Heute: Pfarrgasse.

D
- Das blaue Kappengässle – bis 1909; Heute: Am Graben.

H
- Hauptstraße – im Stadtteil Laudenbach bis zur Gebietsreform in Baden-Württemberg; Heute: Bachstraße.
- Herrgottsgasse – im Stadtteil Laudenbach bis zur Gebietsreform in Baden-Württemberg; Heute: Herrgottstraße.
- Hintere Kirchgasse – bis 1909; Heute: Kirchstraße.
- Hohenlohestraße – im Stadtteil Laudenbach bis zur Gebietsreform in Baden-Württemberg; Heute: Austraße.

I
- Im schwarzen Törle – bis 1909; Heute: Hohenloher Straße.

M
- Marienstraße – bis zur Gebietsreform in Baden-Württemberg; Heute: Kelterstraße.
- Marktplatz – im Stadtteil Laudenbach bis zur Gebietsreform in Baden-Württemberg; Heute: Am Markt.
- Mörikestraße – bis zur Gebietsreform in Baden-Württemberg; Heute: Lessingstraße.

O
- Obere Torstraße – bis 1909; Heute: Teil der Hauptstraße.
- Oberes Gässchen – bis 1909; Heute: Teil der Katharinenstraße.
- Obere Judenschulgasse – bis 1909; Heute: Wilhelmstraße.
- Obere Kirchgasse – bis 1909; Heute: Wolfgangstraße.

R
- Rosenbrunnengasse – bis 1909; Heute: Rosenstraße.

S
- Scheinhardsmühle – im Stadtteil Schäftersheim an der Straße nach Nassau; nach einer ehemaligen Mühle.
- Schleiftörlesweg – bis 1909; Heute: Teil der Hauptstraße im Bereich der nördlichen Stadtmauer.
- Schloß – im Stadtteil Laudenbach bis zur Gebietsreform in Baden-Württemberg; Heute: Schlößle.
- Spitalweg – bis 1909; Heute: Teil der Schulstraße.

U
- Untere Judenschulgasse – bis 1909; Heute: Kronenstraße.
- Untere Kirchgasse – bis 1909; Heute: Teil der Rosenstraße.

W
- Weg in den Stadelhof – bis 1909; Heute: Teil der Schulstraße.

## Rad- und Wanderwege
- Jakobsweg Main-Taubertal
  - Etappe 7: Markelsheim – Weikersheim – Niederstetten[3]
- Panoramaweg Taubertal
  - Etappe 2: Creglingen – Weikersheim – Bad Mergentheim[4]
  - Ergänzende Tour Nr. 1: Vorbachtal-Hohenlohe. Die erste Extra-Tour verläuft auf einem 27 Kilometer langen Rundkurs von Weikersheim über Laudenbach, Niederstetten, Wermutshausen und Laudenbach zurück nach Weikersheim.[4]
- Taubertalradweg